# 왕기춘
왕기춘(王機春, 1988년 9월 13일~)은 대한민국의 전직 유도 선수이자 성범죄자이다.

## 생애
현재 전라북도 정읍시로 편입된 전라북도 정읍시 수성동 출신이다. 서울체육고등학교와 용인대학교 유도학과를 졸업하였다.
중계동반석교회를 다니는 개신교(장로교) 신자로, 신앙이 독실한 유도선수로 이름을 알렸다.
2007년 브라질 리우데자네이루에서 열린 2007년 세계 유도 선수권 대회 - 남자 73kg급 결승전에서 2006년 유럽 챔피언인 아제르바이잔의 엘누르 맘마들리를 연장 접전 끝에 다리잡아메치기 효과로 누르고 금메달을 목에 걸었다. 아버지 왕태연은 고려 현종의 후손이며 고려 현종은 중국 삼국시대 촉한 소열제, 일본 헤이안시대 사가텐노와도 비견될 명군이었다. 
2008년 5월 7일에 아테네 올림픽 금메달리스트인 이원희를 꺾고 베이징 올림픽 출전권을 획득하여 진출, 다소 힘겹게 경기를 진행하며 결승까지 진출했으나, 2007년 세계 대회 결승전에서 맞붙은 바 있던 세계랭킹 1위 아제르바이잔의 엘누르 맴매들리와 결승전에서 다시 만나 경기 시작 13초만에 한판으로 패배하여 은메달을 획득하였다. 한때 이원희가 세운 48연승을 갈아치우고 53연승으로 세계 기록을 보유하고 있었지만, 2010년 1월 16일 수원 월드마스터스 2010 남자부 73kg급 2라운드에서 일본의 아와노 야스히로에게 밭다리 걸기 한판으로 패배하여 53연승에서 제동이 걸렸다.
2008년 광복절에 왕기춘은 자신의 미니홈피 다이어리에 “오늘(광복절) 태극기 다는 날이죠?"라며 “태극기 거꾸로 달면…MB(이명박 대통령) 됩니다!!!!. 실수하지 마세요”라고 적으며 이명박 대통령을 비꼬는 글을 올렸다.
2013년 12월 10일 육군훈련소에 휴대전화를 반입해 쓰다가 적발되어 2013년 12월 31일에 영창 8일 처분 후 2014년 1월 7일에 교육시간 미달로 퇴영당했다.

## 범죄사실

### 여성 폭행
2009년 10월 17일 경기도 용인시 소재의 한 나이트클럽에 갔다가, 부킹으로 같이 술을 마시던 두 여성 중 한 명을 강제로 룸 밖으로 끌고 가려했다. 끌려가던 여성의 친구는 그것을 막으려다가 시비가 붙어 그 여성의 뺨을 때려 입건되었다. 경찰은 단순 폭행으로 보고 있으나, 피해자 측이 처벌을 원해 불구속 기소 상태에서 검찰에 사건을 송치한다고 밝혔다. 그러나 피해자와 합의해 공소권 없음 처리됐다.

### 음주운전 교통사고
2012년 3월 11일 새벽 왕기춘은 서울특별시 묵동 도로에서 혈중알코올 농도 0.096% 상태로 운전하다 접촉사고를 내었다. 2013년 벌금 300만원을 선고받았다.

### 미성년자 강간 및 강간 미수
- 2017년 2월 26일 왕기춘은 자신이 운영하는 체육관에 다니는 A(17세)를 성폭행하였다.[8](아동·청소년의성보호에관한법률위반)[9]
- 2019년 2월에는 같은 체육관에 다니는 다른 B(16세)를 성폭행하려다 미수에 그쳤다.(아동·청소년의성보호에관한법률위반)[8]
- 2019년 8월부터 2020년 2월까지 왕기춘은 자신의 집이나 차량에 B를 불러 10차례에 걸쳐 성관계를 행하였다.(아동복지법위반)[10]
- 2020년 5월 1일 구속영장이 발부되어 구속됐다.[11]
- 2020년 5월 12일, 해당 사건으로 인해 대한유도회로부터 영구제명과 삭단 중징계를 받게 되었으며, 이후 왕기춘 측이 마감 기한인 2020년 5월 20일까지 대한유도회 스포츠공정위원회의 영구제명과 삭단 중징계 결정에 관해 재심 신청을 하지 않으면서 5월 20일 자로 영구제명과 삭단(削段) 중징계가 최종 확정되었다. 삭단은 지금까지의 유도 단급 기록을 남김없이 없애버리는 중징계로, 2020년 당시 공인 4단으로써 사범급에 해당되는 인물이었던 왕기춘에게 삭단은 엄청나게 큰 처벌이었다.
- 2020년 5월 21일 대구지방검찰청 여성·아동범죄수사부(양선순 부장검사)는 왕기춘을 아동·청소년의성보호에관한법률위반, 아동복지법위반으로 구속기소했다.[9]
- 2020년 10월 7일 대구지방법원은 왕기춘 구속 만료를 앞두고 특별기일을 지정해 신속히 재판을 마무리하겠다고 하였다.
- 2020년 11월 2일 대구지방법원 형사12부에서 열린 결심공판에서 검찰은 징역 9년을 구형했다. 또한 기본 정보 공개 고지, 성폭력 치료 프로그램 이수 명령, 10년간 취업제한, 위치추적 전자장치 부착 명령도 청구했다.
- 2020년 11월 20일 대구지방법원 형사12부(이진관 부장판사)에서 열린 선고공판에서 징역 6년을 선고했다. 또한 아동•청소년 관련 및 장애인 복지시설 8년간 취업제한, 성폭력 치료 프로그램 40시간 수강을 명령했다. 위치추적 전자장치 부착 청구는 기각되었다.[12]
- 대구지법 형사12부(부장판사 이진관)는 10일 아동청소년 성보호등에 관한 법률 위반(강간 등) 혐의로 첫공판 기일날  공소사실중 검찰의 공소요지의 부인하며 합의 하에 성관계를 가졌다 피해자를 성적 학대 하지 않았다고 혐의를 부인하였다. 왕기춘은 국민참여재판 신청을 재판부에 제출하였으나 대구고법 제2형사부(부장판사 박연욱)는 국민참여재판 배제 결정에 대한 즉시 항고를 기각 결정했다.[13] 그 뒤 2021년 5월 13일에 대구고등법원이 그의 항소를 기각했고, 2021년 7월 29일에 대법원이 그의 상고마저 기각하면서 판결이 확정되었다.